# Bartolomé Masó (Cuba)
Bartolomé Masó est une ville et une municipalité de la province de Granma à Cuba.

## Géographie

### Situation
Bartolomé Masó est dans le sud-est de l'île de Cuba, au pied du versant nord de la Sierra Maestra et à moins de 40 km (à vol d'oiseau) du golfe de Guacanayabo au nord-ouest. Par route elle se trouve à 
780 km au sud-est de La Havane, 
48 km sud-ouest de Bayamo sa capitale de province, 
et 173 km au nord-ouest de Santiago de Cuba, la principale ville du sud de l'île,.

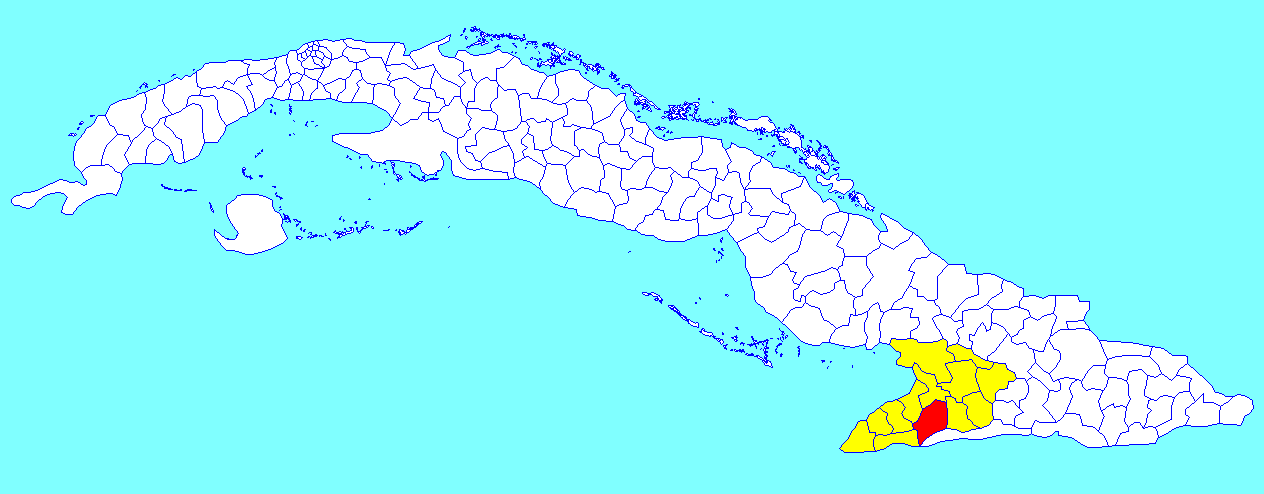
Municipalité de Bartolomé Masó dans la province de Granma

### Divisions administratives
La municipalité comprend 13 consejos populares dont un urbain, trois semi-urbains et neuf ruraux parmi lesquels sept sont inclus dans le parc national Turquino (en). Ces consejos populares sont :
- Río Yara
- Caney de las Mercedes
- Masó
- Las Mercedes
- San Lorenzo
- Canabacoa
- Providencia
- Frío de Nagua
- El Podrío
- El Corojo
- Sao Grande
- Las Vegas de Jibacoa

### Hydrographie
La ville est arrosée par le fleuve Yara, qui prend source dans le sud de la municipalité, coule vers le nord et se déverse dans le golfe de Guacanayabo à une dizaine de kilomètres au nord de Manzanillo.
Le lac de retenue (embalse) de Paso Malo se trouve à 2 ou 3 km au sud de la ville, dans le consejo popular Río Yara. Le barrage a été construit en 1963. Le lac est alimenté par le fleuve Yara, qui reçoit la Providencia 2 km avant le lac et le Naguas juste au début du lac. Sa surface est de 1,5 km2.

## Population
En 2022 la population de la municipalité est estimée à 46 711 habitants. Pour une surface de 637,9 km2, la densité est de 73,22 habitants/km².

## Environnement
Le parc national Turquino (en) (Parque Nacional Turquino) s'étend sur les communes de Bartolomé Masó (pour une petite partie au sud de la municipalité) et de Guamá (Santiago de Cuba) au sud. Sa surface est de 23 210 ha, sans zone maritime - mais incluant plus de 10 km de côtes maritimes sur Guamá. Son élément dominant est la montagne : il comprend le plus grand bloc montagneux de Cuba, au-dessus de 1 200 m, culminant au Pico Real del Turquino, le point le plus haut du pays à 1 974 m d'altitude. 

Dans les hauteurs se trouvent deux formations végétales d'un intérêt particulier : celle de la « montagne nuageuse » (monte nublado, au-dessus de 1 600 m d'altitude) et celle de la « montagne fraîche » ou de la haute lande (monte fresco, environ 1 900 m).

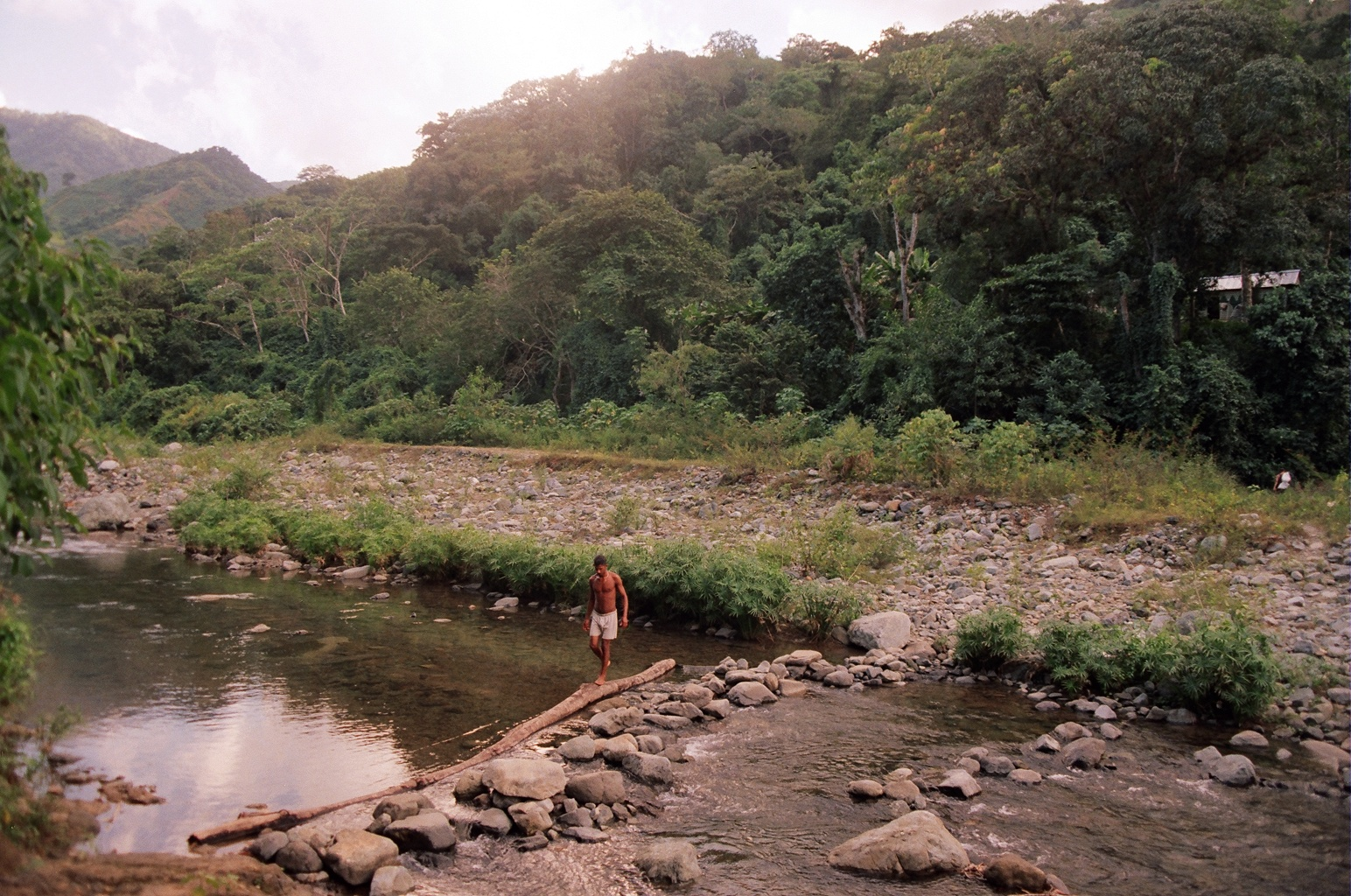
Petite rivière à 16 km au sud de Bartolomé Masó
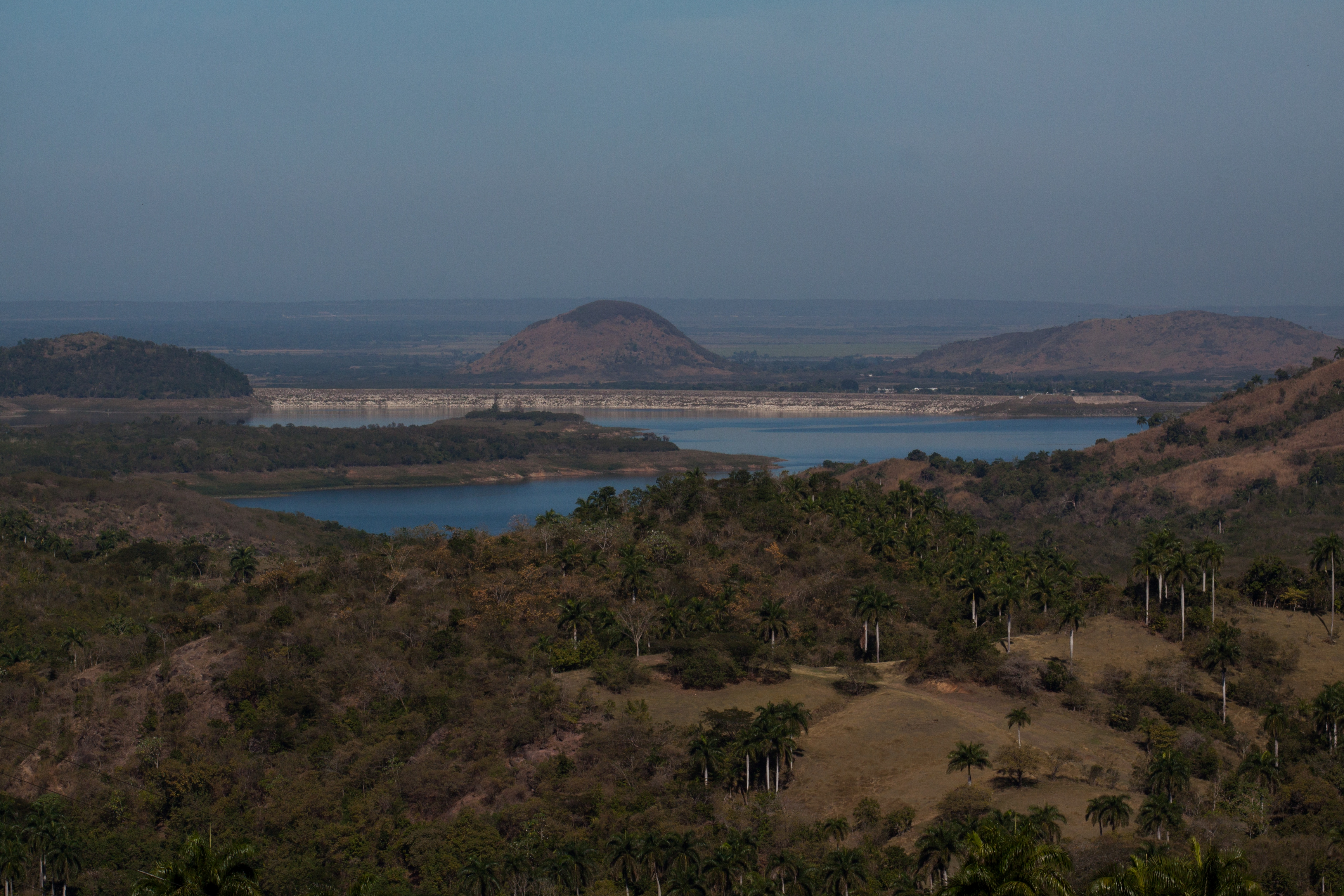
Lac de Paso Malo
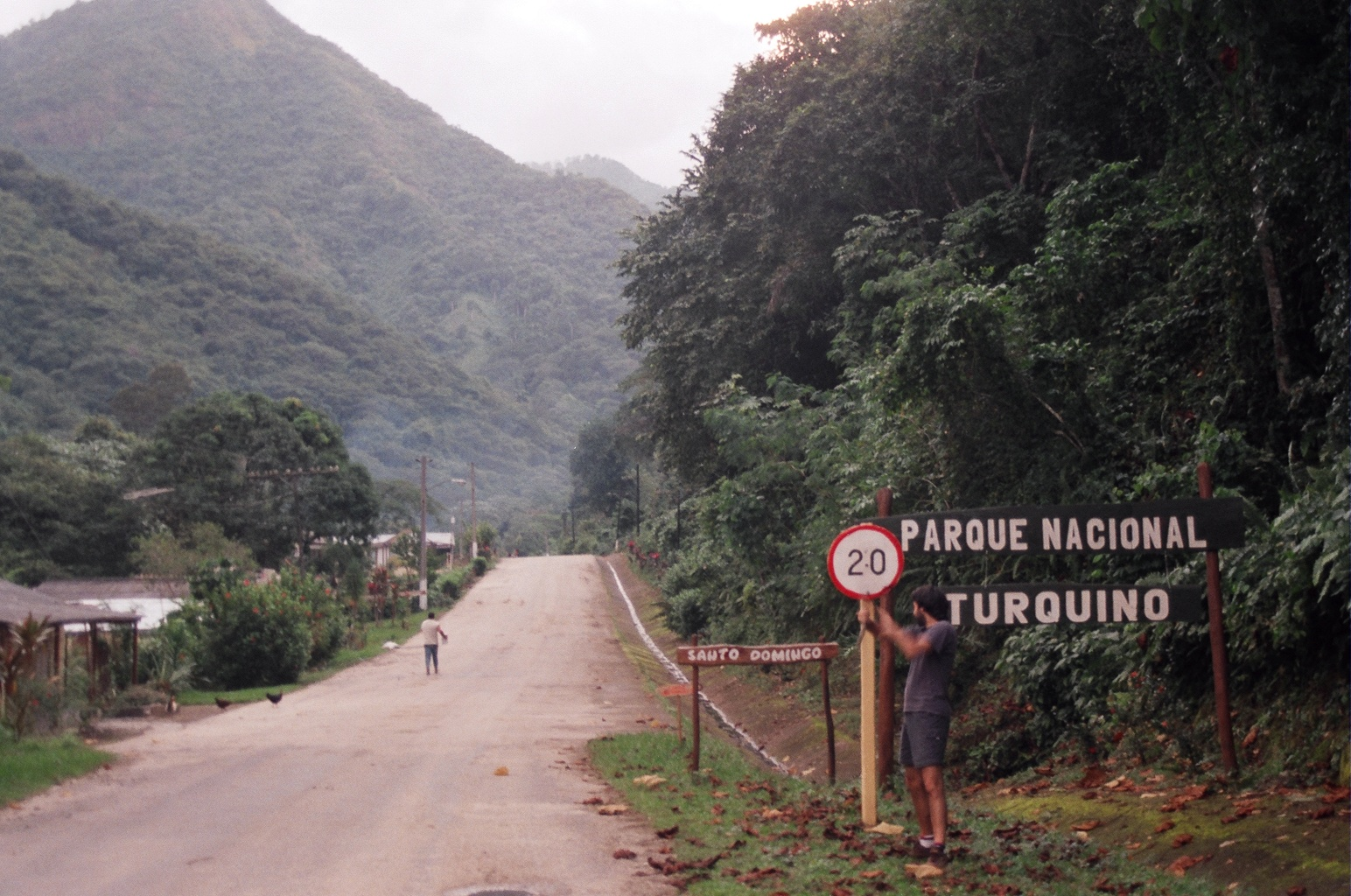
Parc national Turquino (en)

## Tourisme historique
Sur son territoire — mais isolé dans la montagne — se trouve la Comandancia de la Plata, camp installé par les révolutionnaires en décembre 1958 après le débarquement du Granma. De nos jours, un chemin de randonnée historique y aboutit, qui retrace les pas des révolutionnaires après leur débarquement ; il part de Las Coloradas (lieu du débarquement sur Niquero) et passe par Niquero et par Cinco Palmas (sur Media Luna).